# Kan Kvinder fejle?
Kan Kvinder fejle? er en dansk stumfilm fra 1924, der er instrueret af A.W. Sandberg efter manuskript af Sam Ask.

## Handling
Denne artikel mangler et handlingsreferat. Hjælp os med at skrive det.

## Medvirkende
- Viggo Wiehe - Oberst Næsby
- Karina Bell - Helga, oberstens datter
- Peter Malberg - Baneingeniør Helder
- Knud Almar - Carlo Morton
- Xenia Schrøder - Teresa Lucani
- Martin Herzberg - Tonio, Teresas bror
- Kate Fabian - Carlos værtinde

## Baggrund
I Billedarkivets Carlo Jacobsen-mappe findes nogle fotografier, der viser A.W. Sandberg på rejse i Italien med medarbejdere og skuespillere. Blandt andet er der et foto, hvor Sandberg og Carlo Jacobsen med flere sejler i gondol. Disse billeder må være taget i forbindelse med optagelserne til filmen, som Nordisk Films Kompagni producerede i 1924.
Af en artikel i avisen København den 10. februar 1924 fremgår det, at A.W. Sandberg netop er vendt hjem fra en rejse til Italien, "hvori en Række af Selskabets bedste Kræfter deltog." Formålet med rejsen var at optage en del sydlandske billeder til den svenske forfatter Sam Asks lystspil, som Sandberg kalder De to sorte Hænder. Dette må dog være en arbejdstitel, idet handlingsreferatet i programmet samt de medvirkende skuespilleres navne tyder på, at det drejer sig om filmen Kan kvinder fejle?
Rejseselskabet bestod af Carlo Jacobsen, Karina Bell, Peter Malberg, Knud Almar, Sam Ask, barneskuespilleren Martin Herzberg, fotograferne Lassen og Jørgensen og Sandbergs sekretær, premierløjtnant Hammelev.
Sandberg fortæller til avisen, at arbejdet blev vanskeliggjort af sne. Filmholdet startede optagelserne i Triest og ved Garda-søen, men da der i løbet af to dage faldt to en halv meter sne, var man nødt til at fortrække til Verona og Venedig. Da vinteren stadig forfulgte filmholdet, søgte man til Bordighera ved den italienske riviera. Her fik man omsider det vejr, man ønskede, og billederne blev optaget under en brændende sol i 30-35 graders varme.
Ifølge Berlingske Tidendes søndagsnummer den 16. marts 1924 blev interiørbillederne til filmen efter hjemkomsten optaget i Valby, hvor man blandt andet opbyggede en dekoration, der forestillede et velhavende hjem. For at gøre interiøret så overbevisende som muligt havde Sandberg næsten tømt sin lejlighed på Nørregade for indbo. I dekorationen stod stole med Sandbergs kone, Else Frölichs gobelinbroderi, der hang snebilleder malet af hans svigerfar Thaulow, og på en gammel kommode vred Jean Gauguinske bronzekvinder sig. Gennem en dør i baggrunden havde man udsigt til en hall, hvor der stod en flad skål til visitkort og indbydelser. Kortene var forsynet med påskrifter, hvilket man naturligvis ikke ville kunne se på den færdige film, men den gennemførte ægthed var efter Sandbergs mening med til at støtte skuespillerne.
Da alt var på plads, kunne optagelserne starte. Efter en bedre middag holdt filmens hovedpersoner deres indtog i den elegante salon, hvor det københavnske Scalas overregissør, Emilius Lindgreen, serverede drinks i krystalflakoner. Citronsodavand i forskellige grader af fortynding gjorde det ud for cognac, chartreuse og curaçao. Ufortyndet ville sodavandet nemlig komme til at se sort og blækagtigt ud på den sort/hvide film.